# David Heurtel
Pour les articles homonymes, voir Heurtel.
David Heurtel, né le 20 juillet 1971 à Montréal, est un fonctionnaire et homme politique québécois.
Ancien attaché politique du premier ministre péquiste Bernard Landry, ancien président-directeur général de la Régie des installations olympiques (RIO) il est député libéral de Viau à l'Assemblée nationale de 2013 à 2018. De 2017 à 2018, il est ministre québécois de l'Immigration, de la Diversité et de l'Inclusion.

## Biographie
Né le 20 juillet 1971 à Montréal, David Heurtel détient un diplôme d'études collégiales obtenu en 1990 au Collège Jean-de-Brébeuf et un baccalauréat en droit obtenu en 1993 à l'Université de Montréal. 
Membre du barreau, il débute comme avocat au sein du cabinet Lavery en 1994. Il devient ensuite directeur des Affaires gouvernementales (lobbyiste) au sein du groupe Juste pour rire, puis attaché politique au cabinet de Bernard Landry, alors ministre des finances. Il quitte le cabinet en 1998 et devient premier secrétaire général de la Société des événements majeurs internationaux du Québec un an plus tard. Il reviendra attaché politique au cabinet de Bernard Landry quand celui-ci deviendra premier ministre du Québec et quittera ces fonctions en 2002 pour devenir directeur général d’Annexe communications. Il revient ensuite au groupe Juste pour rire où il occupera le poste de directeur des ventes internationales-télévision pendant deux ans. 
En 2005, il émigre aux États-Unis afin de devenir directeur adjoint de Seattle Center, un parc d'attraction, puis s'occupe du marketing du Festival international de films de Seattle. Parallèlement, il enseigne le marketing à l’Université de Seattle. De retour au Québec en 2009, il occupe de nouveau diverses fonctions au sein du Groupe Juste pour rire et chez Evenko. Le gouvernement du Québec le nomme président-directeur général du Parc olympique et de la RIO en 2011.

## Carrière politique
En 2013, il crée la surprise en annonçant être candidat à l'élection partielle du 9 décembre dans Viau pour le Parti libéral du Québec, alors qu'on le considérait jusqu'alors comme un proche du Parti québécois. Il invoque son malaise face au débat sur la Charte des valeurs québécoises afin de justifier son évolution vers le fédéralisme. 
Durant la campagne, son nom est évoqué dans l'affaire du scandale d'Oxygène 9. En effet, il était lobbyiste pour cette structure après avoir quitté ses fonctions au ministère des Finances et c'est cette même structure qui gagnera le contrat visant à mettre en place la Société des événements majeurs internationaux du Québec, dont David Heurtel deviendra le premier secrétaire général en 1999. Cela ne l’empêche pas d'être largement élu député le 9 décembre 2013 en obtenant 59,88 % des voix, un score cependant à nuancer face à une participation historiquement basse (à peine 17 %). 
Il se représente quelques mois plus tard lors des élections générales de 2014 et est largement réélu. En effet, avec une participation dépassant les 63 %, il obtient 62,02 % des voix contre 14,71 % pour son plus proche rival. Il est alors nommé ministre du Développement durable, de l'Environnement et de la Lutte aux changements climatiques, un poste pour lequel il participe au Sommet mondial climat et territoires en juillet 2015, et qu'il occupe jusqu'en octobre 2017, date à laquelle il devient ministre de l'Immigration, de la Diversité et de l'Inclusion. En mai 2018, alors que les élections générales d'octobre se profilent, il annonce qu'il ne se représentera pas et quittera la vie politique à la fin de son mandat afin de se consacrer à sa famille, touchée par la maladie.

## Vie après la politique
Après les élections, il entre comme avocat-conseil au cabinet Fasken. En octobre 2020, il publie Journées de ministre, sur son passage en politique et au gouvernement. Il prend au fil des années des responsabilités dans divers conseils d'administration, siégeant au sein de ceux d’Écotech Québec et de Justice Pro Bono, et présidant celui de l’organisme de persévérance scolaire, Ali et les Prince.sse.s de la Rue et du Réseau du sport étudiant du Québec. Il est également membre du Comité consultatif d’experts du Réseau COVID-19 sur les impacts sociaux de l’Association d’études canadiennes.